# Jełyzaweta Jaśko
Jełyzaweta Ołeksijiwna Jaśko, ukr. Єлизавета Олексіївна Ясько (ur. 17 października 1990 w Kijowie) – ukraińska polityczka.

## Życiorys
Jaśko ukończyła studia licencjackie oraz magisterskie z wyróżnieniem na Kijowskim Uniwersytecie Narodowy im. Tarasa Szewczenki. Jest pierwszą Ukrainką, która ukończyła studia na Blavatnik School of Government na Uniwersytecie Oksfordzkim, które opłaciła poprzez crowdfunding.

### Działalność polityczna
W wyborach parlamentarnych na Ukrainie w 2019 roku została wybrana członkinią Rady Najwyższej Ukrainy z ramienia partii Sługa Ludu prezydenta Wołodymyra Zełenskiego.
W latach 2019–2020 była przewodniczącą ukraińskiej delegacji do Zgromadzenia Parlamentarnego Rady Europy.

## Życie prywatne
Jesienią 2021 roku ujawniła, że pozostaje w związku z Micheilem Saakaszwilim. 1 czerwca 2023 wspólnie ogłosili, że urodziło im się dziecko – pierwsze Jaśko, czwarte Saakaszwiliego.